# Moisi Arianit Golemi

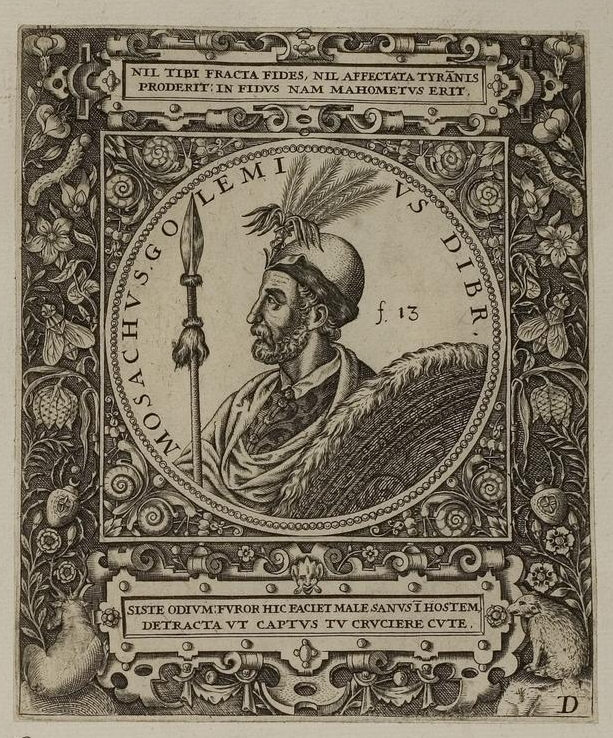
Moisi Arianit Golemi.

Moisi Arianit Golemi, även känd som Moisi av Diber (albanska: Moisi i Dibrës), var en albansk adelsman och  befälhavare för Lezhaligan. År 1443-1444 intog han alla osmanska innehav i området Debar. Han dog 1464, då han blev avrättad offentligt i Konstantinopel efter att ha fångats av den osmanska armén. I albanska folktraditionen blev han en hjälte främst genom sången Kënga e Moisi Golemit.